# Canton des Cabannes
Pour les articles homonymes, voir Les Cabannes.
Le canton des Cabannes est une ancienne division administrative française située dans le département de l'Ariège.

## Géographie
Ce canton était organisé autour des Cabannes dans l'arrondissement de Foix. Son altitude variait de 490 m (Sinsat) à 2 912 m (Aston) pour une altitude moyenne de 636 m.

## Administration

### Conseillers généraux de 1833 à 2015
| Période | Période          | Identité                         | Étiquette          | Qualité |
| ------- | ---------------- | -------------------------------- | ------------------ | --- |
| 1833    | 1852             | Hippolyte Anglade                | Républicain        | Avocat, propriétaire aux Cabannes président du Conseil général député (1832-1834, 1848-1851 et 1877-1880) Sénateur (1880-1881) |
| 1852    | 1853 (décès)     | Achille Lafont (1806-1853)       |                    | Notaire, juge de paix maire des Cabannes                                                                                       |
| 1853    | 1861             | Jacques Ourgaud                  |                    | Docteur en médecine maire de Pamiers                                                                                           |
| 1861    | 1870             | Numa Guiraud                     |                    | Président du Tribunal de première instance de Foix                                                                             |
| 1870    | 1871             | Adolphe de Limairac (1834-1884)  | Droite légitimiste | Propriétaire - maire de Château-Verdun                                                                                         |
| 1871    | 1874             | Martial Bonnans                  | Républicain        | Médecin - Inspecteur des Eaux d'Ussat maire des Cabannes                                                                       |
| 1874    | 1880             | Adolphe de Limairac              | Droite             | Propriétaire - maire de Château-Verdun                                                                                         |
| 1880    | 1886             | Martial Bonnans                  | Républicain        | Médecin - Inspecteur des Eaux d'Ussat maire des Cabannes                                                                       |
| 1886    | 1892             | Georges Bonnans                  | Républicain        | Juge à Pamiers Président du Tribunal de Gaillac (Tarn) maire des Cabannes                                                      |
| 1892    | 1919             | Ernest Calvet (1846-1922)        | Républicain        | Notaire, maire d'Urs |
| 1919    | 1929 (démission) | Roger Lafagette                  | Rad.               | Avocat puis magistrat (conseiller à la Cour d'appel d'Alger) président du Conseil général, député (1919-1928)                  |
| 1930    | 1940             | Louis Sirgan                     | Rad.               | Négociant Maire de Luzenac, conseiller d'arrondissement                                                                        |
|         |                  |                                  |                    | |
| 1943    | 1945             | Louis Baudon de Mony (1900-1950) |                    | Ingénieur des Arts et Manufactures Maire de Château-Verdun Nommé conseiller départemental en 1943                              |
|         |                  |                                  |                    | |
| 1945    | 1951             | Aimé Pujol                       | PCF                | |
| 1951    | 1964 (décès)     | Jean Durroux                     | SFIO               | Professeur de lycée, ancien résistant Député de l'Ariège (1946-1962) Maire de Betchat (1945-1964)                              |
| 1964    | 1972 (décès)     | René Espy                        | SFIO               | maire de Luzenac |
| 1972    | 1976             | Jean Castel                      | SFIO puis PS       | maire de Pech |
| 1976    | 2001 (décès)     | Germain Authié                   | PS                 | Instituteur spécialisé sénateur de l'Ariège (1980-1998) maire de Sinsat de 1977 à 2001                                         |
| 2001    | 2015             | Christian Loubet                 | PS                 | Enseignant en retraite maire de Luzenac Président de la Communauté de Communes des Vallées d'Ax                                |

### Conseillers d'arrondissement (de 1833 à 1940)
| Période                                  | Période | Identité                   | Étiquette   | Qualité |
| ---------------------------------------- | ------- | -------------------------- | ----------- | --- |
| 1833                                     | 1839    | M. Gomma                   |             | Propriétaire aux Cabannes, suppléant du juge de paix                                                        |
| 1839                                     | 1848    | Jean Antoine Bonnans jeune |             | Propriétaire aux Cabannes                                                                                   |
|                                          |         |                            |             | |
|                                          | 1871    | M. Francal                 |             | Propriétaire à Luzenac                                                                                      |
|                                          |         |                            |             | |
| 1889                                     | 1895    | M. Mourié                  | Républicain | Maire de Luzenac                                                                                            |
| 1895                                     |         | François-Bernard Bournet   | Radical     | Maire des Cabannes                                                                                          |
|                                          |         |                            |             | |
| 1913                                     | 1928    | Narcisse Espy              | Radical     | Limonadier, maire de Luzenac                                                                                |
| 1928                                     | 1930    | Louis Sirgan               | Radical     | Négociant, maire de Luzenac                                                                                 |
| 1930                                     | 1937    | M. Calvet                  | Radical     | |
| 1937                                     | 1940    | Alfred Maffre              | SFIO        | Propriétaire à Luzenac                                                                                      |
| 1940                                     |         |                            |             | Les conseils d'arrondissement ont été suspendus par la loi du 12 octobre 1940 et n'ont jamais été réactivés |
| Les données manquantes sont à compléter. |         |                            |             | |

## Composition
Le canton des Cabannes regroupait 25 communes et comptait 2 644 habitants (recensement de 1999 sans doubles comptes).
| Nom            | Code Insee | Intercommunalité      | Superficie (km2) | Population (dernière pop. légale) | Densité (hab./km2) |
| -------------- | ---------- | --------------------- | ---------------- | --------------------------------- | ------------------ |
| Albiès         | 09004      | CC de la Haute-Ariège | 7,69             | 132 (2014)                        | 17                 |
| Appy           | 09012      | CC de la Haute-Ariège | 6,10             | 29 (2014)                         | 4,8                |
| Aston          | 09024      | CC de la Haute-Ariège | 153,80           | 225 (2014)                        | 1,5                |
| Aulos          | 09028      | CC de la Haute Ariège | 1,04             | 56 (2014)                         | 54                 |
| Axiat          | 09031      | CC de la Haute-Ariège | 9,54             | 42 (2014)                         | 4,4                |
| Bestiac        | 09053      | CC de la Haute-Ariège | 6,57             | 19 (2014)                         | 2,9                |
| Bouan          | 09064      | CC de la Haute-Ariège | 3,44             | 35 (2014)                         | 10                 |
| Les Cabannes   | 09070      | CC de la Haute-Ariège | 0,87             | 340 (2014)                        | 391                |
| Caussou        | 09087      | CC de la Haute-Ariège | 15,83            | 63 (2014)                         | 4                  |
| Caychax        | 09088      | CC de la Haute-Ariège | 5,66             | 13 (2014)                         | 2,3                |
| Château-Verdun | 09096      | CC de la Haute-Ariège | 0,79             | 36 (2014)                         | 46                 |
| Garanou        | 09131      | CC de la Haute-Ariège | 3,01             | 169 (2014)                        | 56                 |
| Larcat         | 09155      | CC de la Haute-Ariège | 9,31             | 43 (2014)                         | 4,6                |
| Larnat         | 09156      | CC de la Haute-Ariège | 5,60             | 20 (2014)                         | 3,6                |
| Lassur         | 09159      | CC de la Haute-Ariège | 11,99            | 68 (2014)                         | 5,7                |
| Lordat         | 09171      | CC de la Haute-Ariège | 7,37             | 53 (2014)                         | 7,2                |
| Luzenac        | 09176      | CC de la Haute-Ariège | 26,43            | 518 (2014)                        | 20                 |
| Pech           | 09226      | CC de la Haute-Ariège | 4,81             | 43 (2014)                         | 8,9                |
| Senconac       | 09287      | CC de la Haute-Ariège | 4,67             | 10 (2014)                         | 2,1                |
| Sinsat         | 09296      | CC de la Haute Ariège | 4,01             | 115 (2014)                        | 29                 |
| Unac           | 09318      | CC de la Haute-Ariège | 2,65             | 116 (2014)                        | 44                 |
| Urs            | 09320      | CC de la Haute-Ariège | 0,91             | 35 (2014)                         | 38                 |
| Vèbre          | 09326      | CC de la Haute-Ariège | 5,19             | 128 (2014)                        | 25                 |
| Verdun         | 09328      | CC de la Haute-Ariège | 11,71            | 224 (2014)                        | 19                 |
| Vernaux        | 09330      | CC de la Haute-Ariège | 6,06             | 31 (2014)                         | 5,1                |

## Démographie
| 1999  | 2006  | 2011  | 2012  |
| ----- | ----- | ----- | ----- |
| 2 644 | 2 676 | 2 580 | 2 588 |